# 341 a.C.

## Eventos
- Terceiro e último ano da Primeira Guerra Samnita entre a República Romana e Sâmnio.
- Lúcio Emílio Mamercino Privernato e Caio Pláucio Venão Ipseu, pela segunda vez, cônsules romanos.

## Nascimentos
Epicuro de Samos, filósofo grego.